# Garmin G1000

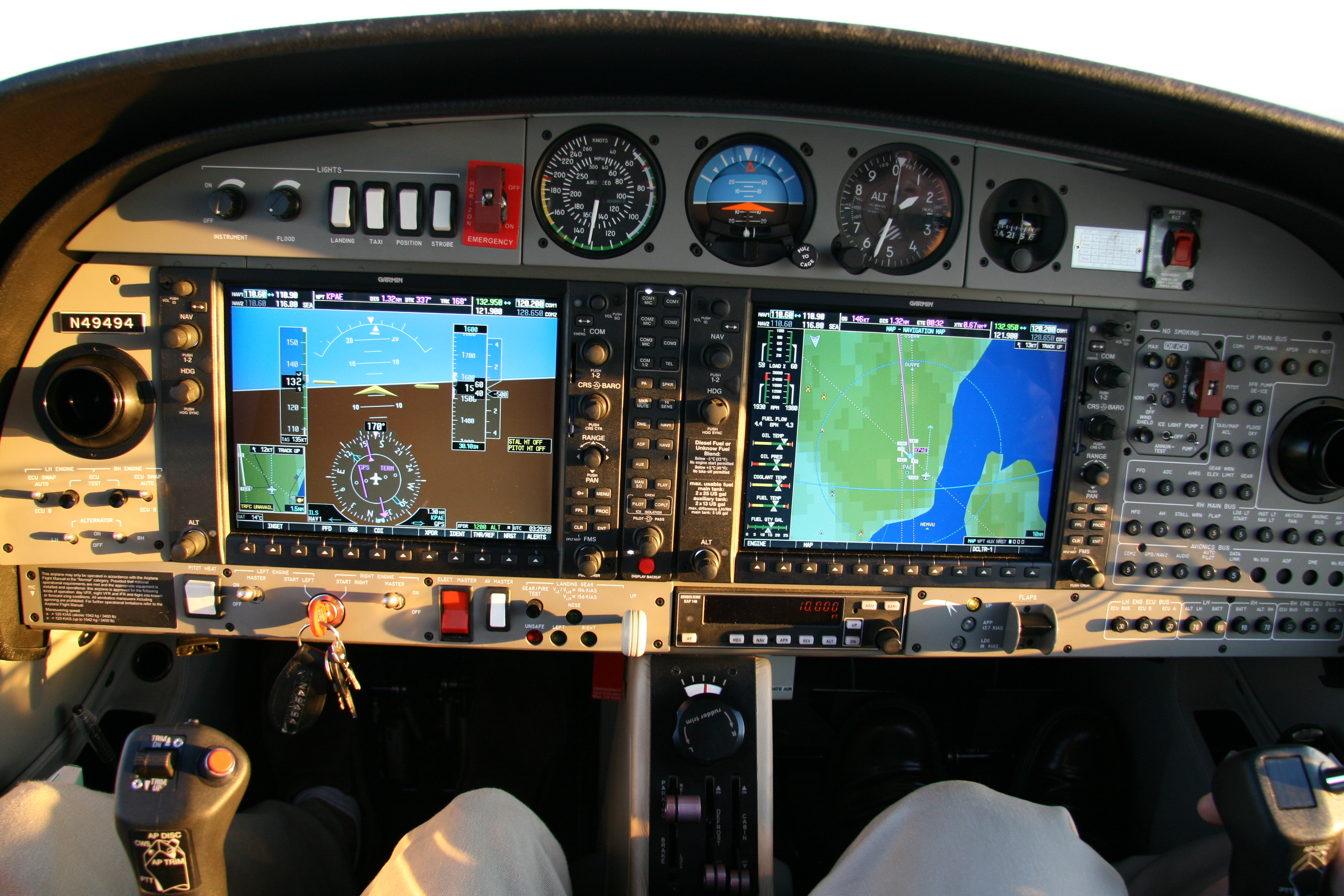
Diamond DA42のコックピットに搭載されたG1000

Garmin G1000（ガーミン ジー1000）は、スイスのガーミンによって開発された、航空機用のグラスコックピットシステム。型番は「010-G1000-00」。

## 概要
Garmin G1000には、2つの大きなディスプレイが搭載され、片方はプライマリ・フライト・ディスプレイ（PFD）、もう片方はその他の情報を表示する多機能ディスプレイとなる。2つのディスプレイの間には、無線装置パネルが組み込まれている。 プライベートビジネスジェットなどには、さらに以下の追加のユニットが装備される。
- 3つめのPFDディスプレイユニット。
- 英数字入力に対応したキーボード
- 統合されたフライトディレクター、オートパイロット

ちなみにPFDとMFDの両方にはSDメモリーカード専用スロットがあり、Jeppesenの航空ナビデータを28日毎に更新するために使用できる。航空ナビデータはIFR飛行において重要な役割を果たすため、常にデータを最新に更新する事が求められる。

## プライマリフライトディスプレイ（PFD）

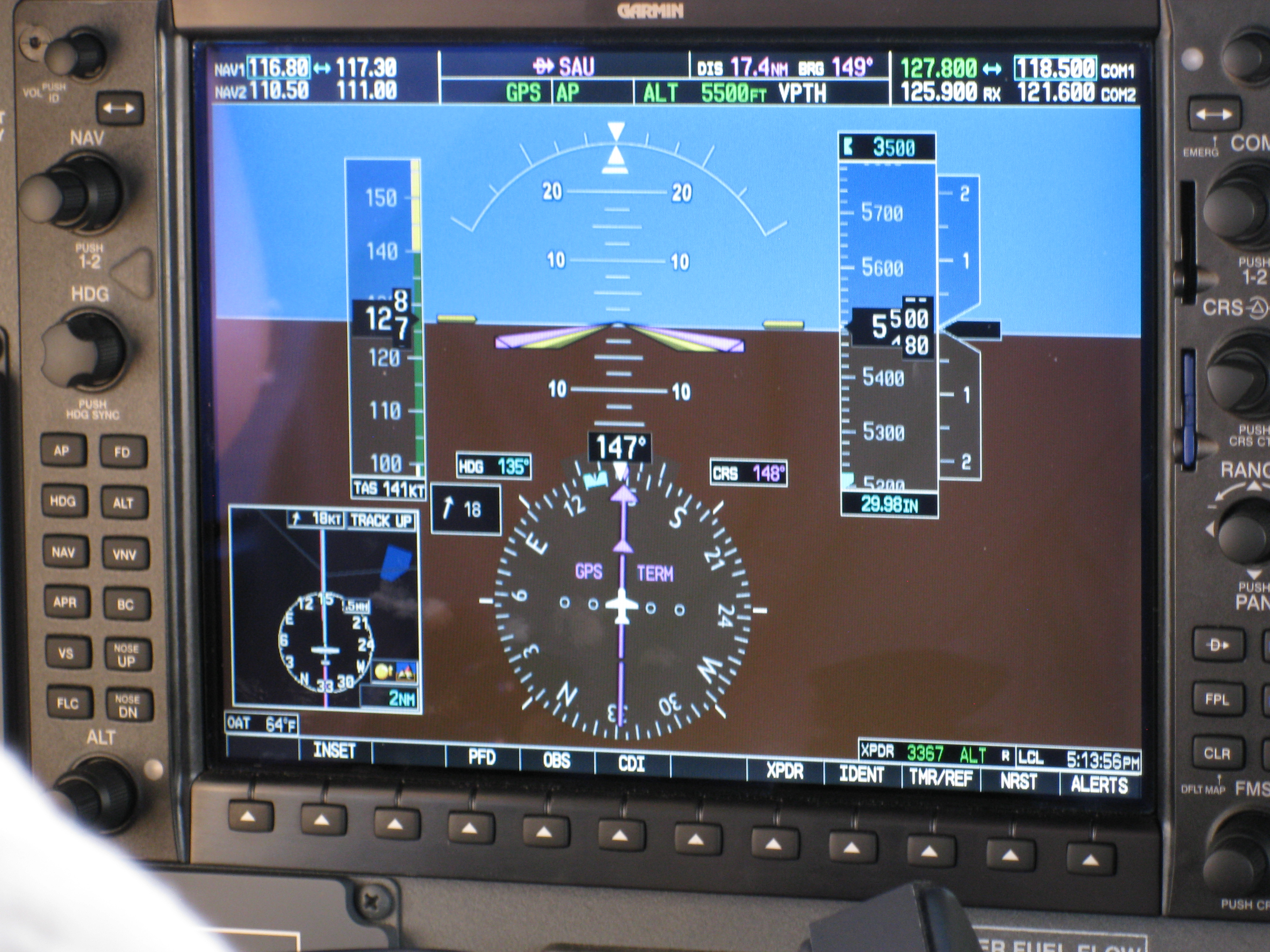
G1000のPFD

PFDには、姿勢指示器、対気速度計、高度計、飛行方位計など基本的な飛行計器がディスプレイ上に表示される。また設定で左下にミニマップを表示することもできる。PFDボタンを押せば、トランスポンダにスコークコードを設定したり、フライトプランの入力及びアクティベートが可能。またMFD側に故障が起きた場合、PFD側に情報を表示する復帰モードもある。

## マルチファンクションディスプレイ（MFD）
MFDには、デフォルトでは右側にマップ、左側にエンジン系統のステータスが表示される。あらゆる表示機能は、右下にあるツマミを回してアクセスする事ができる。

## 装備
- GDUディスプレイ
- GMAオーディオパネル
- GMC / GCUリモートコントローラー
- GIA統合アビオニクスユニット
- GDC大気データコンピュータ
- GRS態度および方位参照システム(AHRS)
- GMU磁力計
- GTXトランスポンダ
- GEAエンジン/機体ユニット
- GSDデータアグリゲーター
- バックアップシステム

## トレーニング
従来のクラシックコックピットから現代的なグラスコックピットシステムに移行するためには、パイロットがシステムに慣れるための訓練が必要となる。G1000システムを採用した航空機を所有している大半の航空会社は、定められたトレーニングプログラム(FAA Industry Training Standards)が用意されている。ただしこれからパイロットを目指す初級ビギナーには適さないとされている。
また他にもG1000シミュレーターソフトもあり、一部のフライトスクールではG1000飛行訓練装置を備えた学校もある。
G1000の取扱説明書は、ガーミンの公式サイトからPDF形式で無料でダウンロードできる。